# 卡斯普利亞河

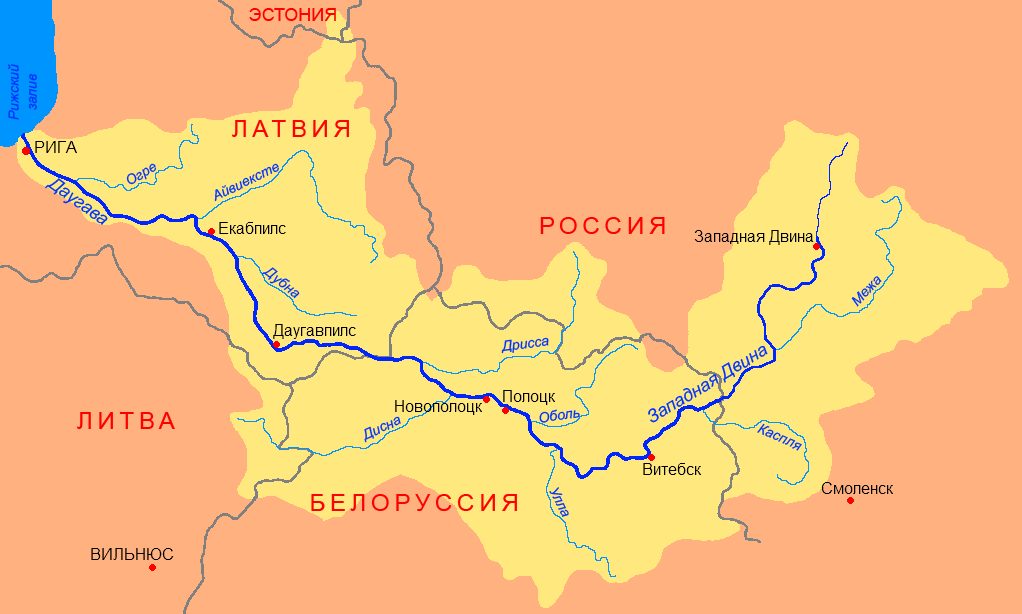
卡斯普利亞河位於白俄羅斯的東北面

卡斯普利亞河（俄羅斯語及白俄羅斯語：Каспля）是俄羅斯和白俄羅斯的河流，屬於道加瓦河的左支流，河道全長224公里，其中157公里在俄羅斯的斯摩棱斯克州，其餘則在白俄羅斯的維捷布斯克州，河畔小鎮有傑米多夫。